# László Török
Pour les articles homonymes, voir Török.
László Török, né le 13 mai 1941 à Budapest et mort le 17 septembre 2020, est un archéologue, historien et égyptologue hongrois, spécialiste reconnu de l'archéologie et de l'histoire de la Nubie antique et de l'Égypte antique.
Ses ouvrages portent sur l'Antiquité copte, l'Antiquité égyptienne et particulièrement sur l'ancien royaume de Koush, dans le nord de l'actuel Soudan. Il était membre de l'Académie hongroise des sciences.

## Biographie

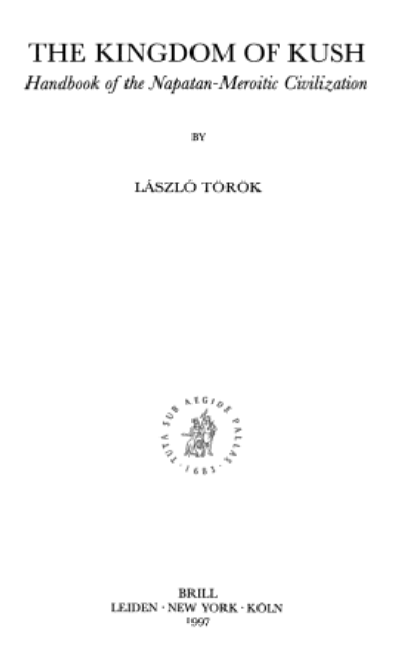
Page de titre de son ouvrage sur le royaume de Koush.

László Török, né en 1941, effectue des études d'architecture à l'Université polytechnique de Budapest en 1959. Il en est diplômé en 1964. En 1968, il obtient un doctorat dans le domaine de l'histoire de l'architecture. De 1971 à 1972, il termine ses études de troisième cycle en coptologie à la faculté des arts de l'Université Loránd Eötvös, à Budapest.
De 1981 à 1994, László Török dirige le département d'archéologie romaine à l'Institut archéologique de l'Académie hongroise des sciences, à Budapest. Il est en plus professeur honoraire d'égyptologie à l'université depuis 1991. Il est nommé docteur de l'Académie hongroise des sciences en 1992.
László Török est surtout connu pour ses nombreuses publications sur l'ancienne Nubie. Il est membre étranger de l'Académie norvégienne des sciences et des lettres depuis 1995. Il a un doctorat honoris causa de l'Université de Bergen en Norvège depuis 2000, est membre du conseil consultatif de l'Académie hongroise des sciences depuis 2003, membre correspondant de cette Académie depuis 2004, et membre permanent depuis 2010.
Un prix hommage lui est remis par l'Académie hongroise des sciences en novembre 2019. À cette occasion, il reçoit les éloges des différents responsables académiques et universitaires, pour son enseignement professoral, ses missions archéologiques, ses recherches en égyptologie nubienne, ses travaux en histoire de l'art.
Il meurt le 17 septembre 2020.

## Hommages
- Membre de l'Académie hongroise des sciences, 2020.
- Membre étranger de l'Académie norvégienne des sciences et des lettres.
- Doctorat honoris causa de l'Université de Bergen.
- Prix Széchenyi, 2015.
- Livre hommage académique remis en novembre 2019 par l'Académie hongroise des sciences[1].

## Principales publications
- (hu) A szegedi eklektika, Szeged, 1966.
- (hu) Meroé és Nubia a 2.-7. században, Budapest, 1977.
- (en) Economic Offices and Officials in Meroitic Nubia, Budapest, 1979.
- (de) Der meroitische Staat, Berlin, 1986.
- (en) The Royal Crowns of Kush. A Study in Middle Nile Valley Regalia and Iconography in the 1st Millennia BC and AD, Oxford, 1987.
- (en) Late Antique Nubia, Budapest, 1988.
- (en) Coptic Antiquities I–II., Rome, 1993.
- (en) Fontes Historiae Nubiorum. Textual Sources for the History of the Middle Nile Region between the eighth Century BC and the sixth Century AD, in Mitherausgeber, no 1–4, Bergen, 1994–2000.
- (en) Meroe. Six Studies on the Cultural Identity of An Ancient African State, Budapest, 1995.
- (en) The Birth of an Ancient African Kingdom, Lille, 1995.
- (en) Egyptian Terracottas of the Hellenistic and Roman Periods, Rome, 1995.
- (en) The Kingdom of Kush. Handbook of the Napatan-Meroitic Civilization, Leyde, New York et Cologne, 1997.
- (hu) A vadászó kentaur, Budapest , 1998.
- (en) The Image of the Ordered World in Ancient Nubian Art, Leyde, Boston et Cologne, 2002.
- (en) Transfigurations of Hellenism. Aspects of Late Antique Art in Egypt AD 250-700, Leyde et Boston, 2005.
- (en) Between Two Worlds. The Frontier Region between Ancient Nubia and Egypt 3700 BC - AD 500, Leyde et Boston, 2009.
- (en) Hellenizing Art in Ancient Nubia 300 BC - AD 250 and its Egyptian Models. A Study in "Acculturation", Leyde et Boston, 2011.
- (en) Herodotus in Nubia, Leyde et Boston, 2014.